# Disintossicazione
La disintossicazione è la rimozione delle sostanze tossiche dall'organismo umano. Nella medicina convenzionale può essere ottenuta artificialmente da tecniche come l'emodialisi e (in numero molto limitato di casi) con la terapia chelante. 
Disintossicazione si può anche riferire al periodo di disassuefazione, durante il quale l'organismo ritorna all'omeostasi (equilibrio) dopo un lungo periodo di uso di sostanze che provocano dipendenza.
Molti medici della medicina alternativa sono favorevoli a vari altri tipi di detossificazione quali la "dieta disintossicante", ma non c'è evidenza che tali diete diano benefici alla salute.

## Tipi di disintossicazione

### Disintossicazione dall'alcool
La disassuefazione dall'alcool è un processo con il quale un forte bevitore torna alla normalità dopo essere abituato ad avere alcool nell'organismo su base continuata. Le gravi dipendenze da alcol portano a un decremento della produzione di GABA, un neuro-inibitore cerebrale, perché l'alcol agisce rimpiazzandolo. Una cessazione improvvisa dopo una dipendenza alcolica a lungo termine senza assistenza medica può causare gravi disturbi fino alla morte. La disintossicazione dall'alcol non è un trattamento per l'alcolismo. Dopo la detossificazione è necessario intraprendere altri trattamenti per rimuovere le cause che hanno portato all'uso eccessivo di alcol.

### Disintossicazione da stupefacenti
La disintossicazione da alcuni tipi di stupefacenti è utilizzata per ridurre o alleviare i sintomi di astinenza provocati da alcuni tipi di droghe, aiutando gli individui dipendenti a vivere senza; la disintossicazione non significa trattare la dipendenza, ma è soltanto un primo passo del trattamento a lungo termine. Spesso la disintossicazione e il trattamento sono effettuati con un programma che dura parecchi mesi e che ha luogo in un centro residenziale invece che in un centro medico.